# Марсель Дангле
Марсель Дангле (фр. Marcel Dangles, 26 лютого 1899, Сет — 15 лютого 1974) — французький футболіст, що грав на позиції нападника.
Виступав за клуб «Сет», а також національну збірну Франції. Володар Кубка Франції.

## Титули і досягнення
- Володар Кубка Франції (1):

«Сет»: 1930
- Фіналіст Кубка Франції (2):

«Сет»: 1923, 1924
- Переможець Регіональної ліги Південний Схід (4):

«Сет»: 1923, 1924, 1925, 1926
| Дата       | Місто | Господарі | Результат | Гості  | Турнір           | Голи | Примітки |
| ---------- | ----- | --------- | --------- | ------ | ---------------- | ---- | -------- |
| 10/05/1923 | Париж | Франція   | 1 – 4     | Англія | товариський матч | -    |          |
| Усього     |       | Матчів    | 1         |        | Голів            | 0    |          |